# Resolución 1928 del Consejo de Seguridad de las Naciones Unidas
La Resolución 1928 del Consejo de Seguridad de las Naciones Unidas, aprobada por unanimidad el 7 de junio de 2010, tras recordar las resoluciones anteriores número 825 (1993), 1540 (2004), 1695 (2006), 1718 (2006), 1874 (2009) y 1887 (2009); acordó prorrogar hasta el 12 de junio de 2011 el mandato del grupo de expertos encargado de seguir el estado de las sanciones impuestas a Corea del Norte.
El Consejo de Seguridad consideró que la proliferación de armas nucleares, químicas y biológicas constituían una amenaza a la paz y seguridad mundial. De acuerdo con el Capítulo VII de la Carta de las Naciones Unidas, el Consejo prorrogó el mandato del grupo de expertos que debía supervisar el cumplimiento de las nuevas sanciones contra Corea del Norte impuestas en la resolución 1874 tras la realización de una prueba nuclear en mayo de 2009.  El grupo de expertos debería presentar un informe sobre su labor antes del 12 de noviembre de 2010 y otro de carácter final, incluyendo conclusiones y recomendaciones, antes de que expirase su nuevo mandato prorrogado.